# Balthasar Grangier
Balthasar Grangier (fl. XVI secolo) è stato un religioso, traduttore e critico letterario francese, noto per aver tradotto la Divina Commedia di Dante Alighieri in francese nel 1597.

## Biografia
Balthasar Grangier era un religioso francese, abate di Saint-Barthélemy di Noyon prima, poi canonico di Notre-Dame di Parigi ed, infine, consigliere ed elimosiniere dei re di Francia, in particolar modo di Enrico IV. Grangier passò alla storia della critica e della filologia dantesca, però, per essere stato il primo a tradurre completamente in francese la Divina Commedia di Dante, opera che vide la luce nel 1596 e nel 1597 e che fu dedicata al re Enrico IV. L'opera, giudicata dalla critica «difettosa e molto lontana dallo spirito della poesia dantesca», fu però una pietra miliare per la conoscenza del poema dantesco in Francia, tanto da essere « a lungo l'unica traduzione completa disponibile» prima dell'avvento del romanticismo. 